# Songs of Faith and Devotion Live
A Songs of Faith and Devotion Live a Depeche Mode 1993-ban megjelent koncertlemeze, mely egy az egyben tartalmazza az ugyanezen évben megjelent Songs of Faith and Devotion stúdióalbum számainak koncertváltozatait.

A lemez tartalma:

1993 MUTE / LStumm 106
1. "I Feel You" – 7:11
2. "Walking in My Shoes" – 6:41
3. "Condemnation" – 3:56
4. "Mercy in You" – 4:20
5. "Judas" – 5:01
6. "In Your Room" – 6:47
7. "Get Right with Me" – 3:11
8. "Rush" – 4:35
9. "One Caress" – 3:35
10. "Higher Love" – 7:30

Valamennyi szám Martin Gore szerzeménye.